# مقاطعة فندربور (إنديانا)
مقاطعة فندربور (بالإنجليزية: Vanderburgh County, Indiana)‏ هي إحدى مقاطعات ولاية إنديانا في الولايات المتحدة. ، بلغ عدد سكانها 179703 نسمة في عام 2010 حسب إحصاء مكتب تعداد الولايات المتحدة وتصل الكثافة السكانية فيها 295.81 نسمة/كم2.

## وصلات خارجية
- www.vanderburghgov.org
- United States Counties